# Bishop- und Clerkinseln
Die unbewohnten Bishop- und Clerkinseln (englisch Bishop and Clerk Islets) liegen 28,4 km südlich von Hurd Point, des südlichsten Punktes der Macquarieinsel im südlichen Pazifischen Ozean und umfassen eine Landfläche von 3 ha (0,03 km²). Sie bilden den südlichsten Punkt Australiens und sind 1526 km von der Insel Tasmanien sowie 1995 km vom australischen Kontinent (Victoria) entfernt. Sie sind Bestandteil des Macquarie Island Commonwealth Marine Reserve, das von Tasmanien aus verwaltet wird.
Die Felsen der Inselgruppe ragen etwa 50 m über den Meeresspiegel und sind geologisch wie die Macquarieinsel zusammengesetzt.
Auf den kleinen Inseln brüten sechs Arten von Seevögeln, darunter die Macquariescharbe (Phalacrocorax purpurascens), mehr Schwarzbrauenalbatrosse als auf der Macquarieinsel und eine Seelöwenart. Es wird für möglich gehalten, dass Arten der Sturmvögel und Walvögel dort brüten, erforscht ist es allerdings nicht.

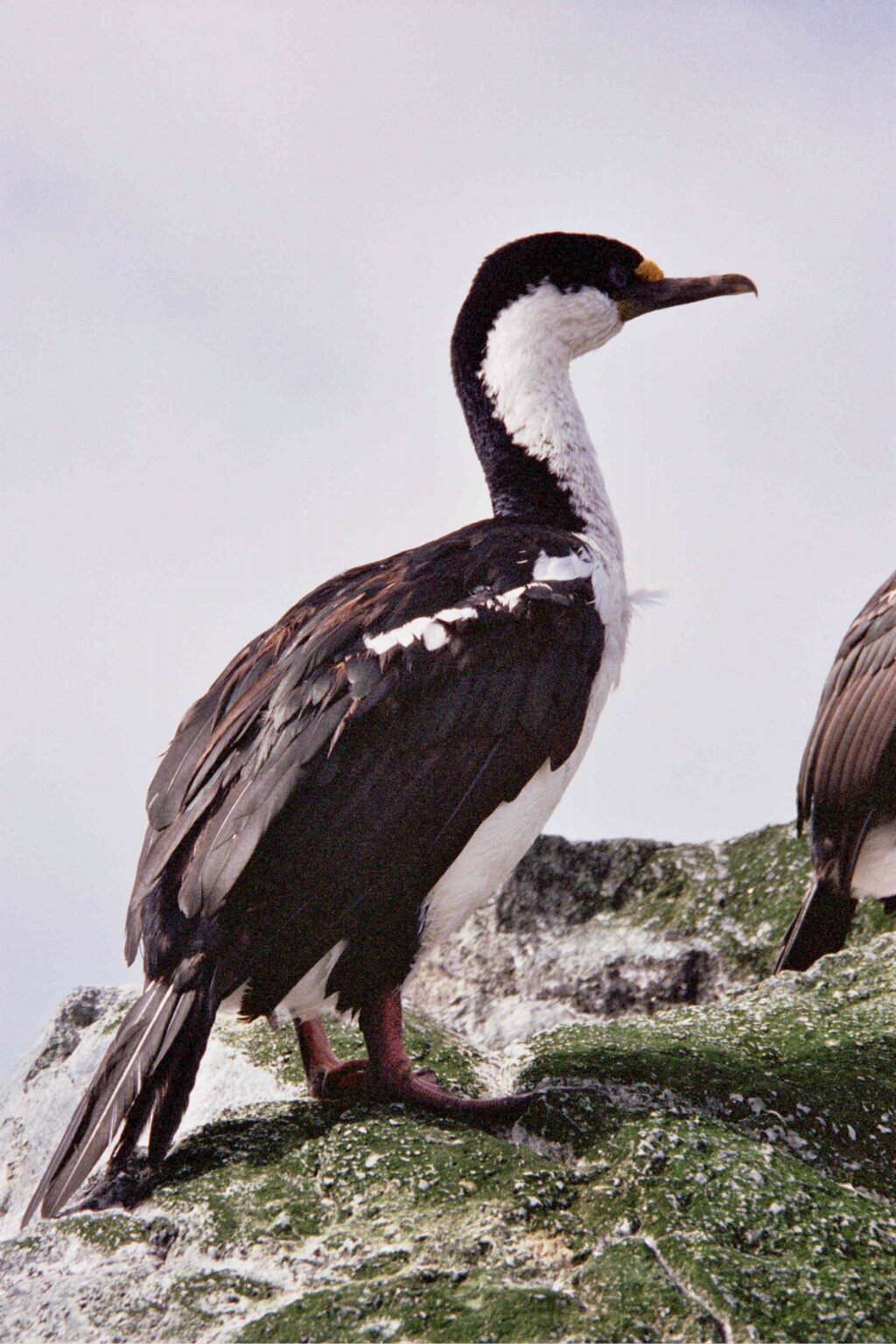
Macquariescharbe
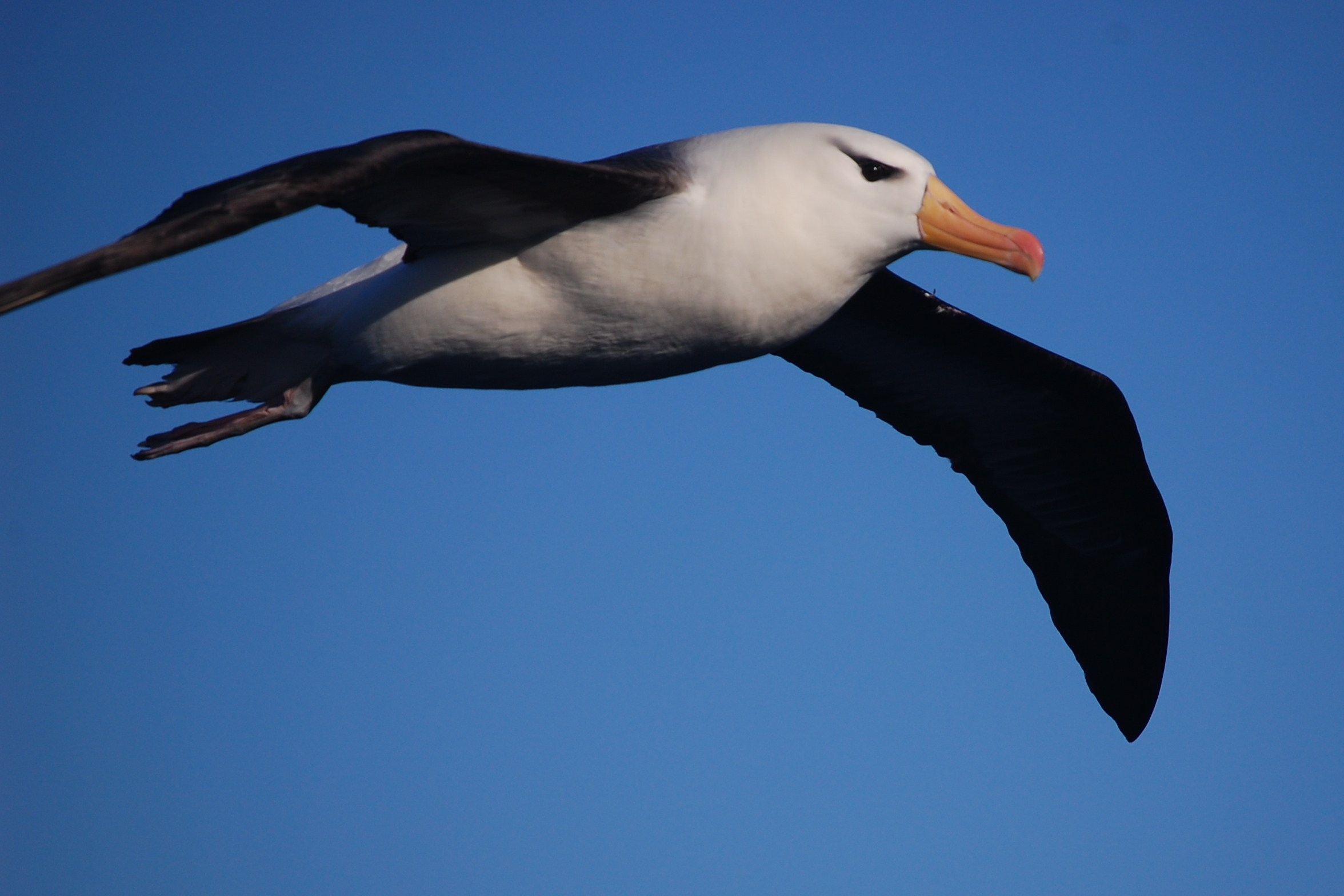
Schwarzbrauenalbatros